# Mahakashyapa
Para el sabio hindú, véase Kashyapa; para el antiguo buda, véase Buda Kassapa.
Mahakashyapa fue un brahmán de Magadha, que se convirtió en uno de los principales discípulos de Buda Gautama y fue quien convocó y dirigió el primer concilio budista.
Se trata de uno de los más venerados entre los primeros discípulos de Buda, sobre todo en las prácticas ascéticas. A menudo se le representa en estatuas junto a Ananda, cada uno de pie a ambos lados de Buda.

## En el budismo Zen
Según la tradición del budismo Zen, Mahakashyapa fue el primero en recibir la transmisión del Dharma directamente de Buda Gautama. El Zen pretende llevar a sus seguidores ideas similares a las mencionadas por el Buda Shakyamuni en su sermón de la flor, cuando sostuvo una flor blanca en unas de sus manos y solo Mahakashyapa fue capaz de admirarla. Se dice que Mahakashyapa sonrió lánguidamente, y el Buda lo eligió por haber sido el único que había entendido realmente el significado y, por lo tanto, era digno de ser su sucesor.
Las palabras que Buda Gautama dirigió a Mahakashyapa son descritas de la siguiente manera:
Poseo el verdadero ojo del Dharma, la mente maravillosa de Nirvana, la verdadera forma de la No-forma, la puerta sutil del Dharma que no se basa en palabras o letras, sino es una transmisión especial fuera de las escrituras. Esta confío a Mahakashyapa.
De modo que dentro del budismo se desarrolló un método el cual se centraba en la experiencia directa y no en creencias racionales o escrituras reveladas. El Zen es un método de religión meditativa que busca la Iluminación en la manera que experimentó Mahakashyapa.
En El Himno de la Iluminación de Yongjia Xuanjue (665-713), quien fuera uno de los principales discípulos de Huineng, el Sexto Patriarca del Budismo Chan (budismo zen en China), está escrito que Bodhidharma fue el Patriarca número 28 en la línea de descendencia de Mahakashyapa, siendo este último el Primer Patriarca del Budismo Chan:
Mahakashyapa fue el primero, en llevar la línea de transmisión;
veintiocho Padres lo siguieron en el Oeste;
la lámpara fue traída entonces a través del mar a esta tierra;
y aquí Bodhidharma se convirtió en el Primer Padre:
su manto, como todos sabemos, pasó por seis Padres,
Y por ello muchas mentes llegaron a ver la luz.
En el Sutra del loto, Capítulo 6, (Otorgamiento de la Profecía), el Buda le otorga las profecías de la Iluminación a los discípulos Mahakashyapa, Subhuti, Maha Katyayana, y Maha Maudgalyayana.

## En la cultura china
Según la leyenda china, el monje Ji Gong, conocido como el arhat Dragón Domado, fue una reencarnación de Mahakashyapa.